# Teoria wszechświata blokowego
Teoria wszechświata blokowego – w filozofii czasu i kosmologii, teoria wszechświata blokowego jest koncepcją czasu, zgodnie z którą cały wszechświat rozwija się w kontinuum czasoprzestrzeni, w którym istnieją wszystkie obecne, przeszłe i przyszłe zdarzenia w ten sam sposób. Ta wizja opiera się na obserwacji nieistnienia absolutnej jednoczesności obowiązującej dla całego wszechświata, podkreślanej przez szczególną teorię względności. Ponieważ nie istnieje czas absolutny więc „jednoczesność” jest pojęciem zależnym od obserwatora, a zatem trudno argumentować, że prawdziwe jest tylko tym, co istnieje teraz. Prowadzi to do rozważenia istnienia wszechświata w całym jego czasowym kontinuum bez przywiązywania szczególnej wagi do teraźniejszości.
Zgodnie z teorią wszechświata blokowego wszystko, co istnieje w czasoprzestrzeni, istnieje obiektywnie w całej wieczności (sub specie aeternitatis), a bieg czasu jest jedynie iluzją pochodzącą ze sposobu, w jaki uświadamiamy sobie świat. Wydarzenia przeszłe, jak i przyszłe, są tak samo istotne, jak zdarzenia teraźniejsze, a rozróżnienie między teraźniejszością, przeszłością i przyszłością nie opisuje obiektywnej struktury czasu, a jedynie nasz subiektywny związek z wydarzeniami. Teoria ta implikuje w tym sensie koncepcję czasu określaną jako eternalizm, przeciwną prezentyzmowi.